# Sacha van Albada
Sacha Jennifer van Albada (geboren am 7. Februar 1981 in Charlottesville) ist eine US-amerikanisch-niederländische Physikerin. Sie ist Juniorprofessorin für Computational Neuroanatomy an der Universität Köln und Arbeitsgruppenleiterin im Feld Theoretischer Neuroanatomie am Forschungszentrum Jülich nach dem Jülicher Modell. Dort erforscht sie die Architektur und Konnektivität von Hirnschaltkreisen.

## Leben und Forschung
Sacha van Albada studierte von 1998 bis 2001 Theoretische Physik am University College Utrecht, unterbrochen von einem Auslandssemester im Jahr 2000 an der University of California, Berkeley. Auf den Bachelor-Abschluss folgte ein Masterstudium im gleichen Fach an der Universität Utrecht, das sie 2003 abschloss. Sie promovierte von 2005 bis 2008 an der School of Physics der Universität Sydney. Ihre Dissertation trug den Titel Mean-Field Analysis of Basal Ganglia and Thalamocortical Dynamics.
Im ersten Halbjahr 2009 übernahm sie eine Postdoc-Stelle an der Universität Sydney, in deren Rahmen sie sich mit Modellen des thalamokortikalen Systems der Basalganglien im Zusammenhang mit der Parkinson-Krankheit befasste. 2009 wechselte sie als Postdoktorandin ans Forschungszentrum Jülich, wo sie zunächst als Teil der Tass-Gruppe ein Modell des Auditiven Cortex zum besseren Verständnis von Tinnitus entwickelte. Von 2011 bis 2017 war sie Teil des Forschungsteams von Markus Diesmann und befasste sich dort unter Zuhilfenahme reduzierter Modelle spikender Neurone mit der Dynamik kortikaler Schaltkreise. Sie koordinierte in dieser Zeit den Jülicher Beitrag zum europäischen Projekt BrainScaleS (Braininspired multiscale computation in neuromorphic hybrid systems).
Im Jahr 2017 wurde ihr am Forschungszentrum Jülich die Leitung einer eigenen Arbeitsgruppe im Bereich der Theoretischen Neuroanatomie übertragen. Seit Dezember 2019 ist sie Juniorprofessorin für Computational Neuroanatomy (computergestützte Neurowissenschaften) im Fachbereich Zoologie an der Graduiertenschule für Biowissenschaften der Universität Köln nach dem Jülicher Modell. In ihrer Arbeitsgruppe am Forschungszentrum Jülich ist sie an den EU-Projekten Human Brain (abgeschlossen) und EBrains 2.0 unter anderem als Tasklead und Arbeitspaketleiterin involviert.

## Forschungsschwerpunkte
Sacha van Albadas Forschungsschwerpunkte umfassen Simulationen groß angelegter neuronaler Spiking-Netzwerke, Neuroanatomie, mittlere Feldtheorie im Bereich der Großhirnrinde von Primaten. In ihrer Arbeitsgruppe zur Architektur und Konnektivität von Hirnschaltkreisen werden diese als Grundlage für die Erstellung neuronaler Netzwerkmodelle verwendet, die Struktur und Dynamik miteinander verbinden.
Durch die Kombination aus anatomischer Analyse, Dynamik aus Spike-Simulationen und Mean-Field-Theorie können Vorhersagen für neue anatomische Studien und Einblicke in die Mechanismen, die der beobachteten Gehirnaktivität zugrunde liegen, geliefert werden. Im Human-Brain-Projekt ging es beispielsweise um die Verteilung der Neuronendichte über und innerhalb der kortikalen Areale im Säugetiergehirn; auf Basis mathematischer Modellierungen konnte wiederum ein genaueres Gehirnmodell erstellt werden. Dies bietet Grundlagen für die Entwicklung von Technologien, die vom Gehirn inspiriert wurden, wie zum Beispiel neuromorphe Hardware.

## Preise und Auszeichnungen
- 2005: Endeavour International Postgraduate Research Scholarship und International Postgraduate Award für das Promotionsvorhaben
- 2009: CISRA Postgraduate Physics Prize der School of Physics an der Universität Sydney für die beste begutachtete Veröffentlichung von Postgraduierten

## Publikationen (Auswahl)
- Sacha van Albada: Mean-Field Analysis of Basal Ganglia and Thalamocortical Dynamics. (Dissertationsschrift). The University of Sydney, Sydney 2008.
- mit Cliff C. Kerr, Samuel A. Neymotin, George L. Chadderdon, P. A. Robinson, William W. Lytton: ortical information flow in Parkinson’s disease: a composite network/field model. In: Frontiers in Computational Neuroscience. Band 7, Nr. 39, 25. April 2013, doi:10.3389/fncom.2013.00039.
- mit Maximilian Schmidt, Rembrandt Bakker, Kelly Shen, Gleb Bezgin, Markus Diesmann: A multi-scale layer-resolved spiking network model of resting-state dynamics in macaque visual cortical areas. In: PLoS Computational Biology. Band 14, e1006359, 18. Oktober 2018, doi:10.1371/journal.pcbi.1006359.
- mit Katrin Amunts, Markus Axer, Swati Banerjee, Lise Bitsch, Jan G. Bjaalie et al.: The coming decade of digital brain research: A vision for neuroscience at the intersection of technology and computing. In: Imaging Neuroscience. Band 2, 18. April 2024, S. 1–35, doi:10.1162/imag_a_00137.
- mit Michele Farisco, Gianluca Baldassarre, Emilio Cartoni, Tonii Leach, M.A. Petrovici, A. Rosemann, Arleen Salles, Bernd Stahl: A method for the ethical analysis of brain-inspired AI. In: Artificial Intelligence Review. Band 57, 3. Mai 2024, doi:10.1007/s10462-024-10769-4.
- mit Mario Senden, Giovanni Pezzulo, Egidio Falotico, Ibrahim Hashim, Alexander Kroner, Anno C Kurth, Pablo Lanillos, Vaishnavi Narayanan, Cyriel Pennartz, Mihai A Petrovici, Lea Steffen, Tonio Weidler, Rainer Goebel: Modular-integrative modeling: a new framework for building brain models that blend biological realism and functional performance. In: National Science Review. Band 11, Nr. 5, Mai 2024, doi:10.1093/nsr/nwad318.
- mit Aitor Morales-Gregorio, Anno C. Kurth, Junji Ito, Alexander Kleinjohann, Frédéric V. Barthélemy, Thomas Brochier, Sonja Grün: Neural manifolds in V1 change with top-down signals from V4 targeting the foveal region. In: Cell Reports. Band 43, Nr. 7, 25. Juni 2024, doi:10.1016/j.celrep.2024.114371.